# Ernesto Pérez Astorga
Ernesto Pérez Astorga (Veracruz, Veracruz; 8 de agosto de 1962) es un político y empresario mexicano, afiliado al partido Movimiento Regeneración Nacional. Fue senador del Congreso de la Unión en la LXIV Legislatura en representación del estado de Veracruz del 28 de mayo de 2019 al 30 de abril de 2020.

## Primeros años
Ernesto Pérez Astorga nació el 8 de agosto de 1962 en el puerto de Veracruz, México. Posteriormente vivió en Coatepec, Veracruz. De 1980 a 1984 estudió la licenciatura en administración de empresas en el Instituto Tecnológico y de Estudios Superiores de Monterrey y posteriormente la maestría en Innovación para el Desarrollo Empresarial en la misma institución. Fue integrante de la Cámara de Comercio y del Consejo Coordinador Empresarial, ocupando diversos cargos en ambas organizaciones.

## Trayectoria política
En las elecciones federales de 2018 fue postulado por el partido Movimiento Regeneración Nacional como suplente de Ricardo Ahued Bardahuil para ser senador de la República. Tras los comicios, Ahued Bardahuil ocupó el escaño de senador de segunda fórmula en representación del Estado de Veracruz.
Fue secretario de desarrollo económico y portuario del Estado de Veracruz del 1 de diciembre de 2018 al 28 de mayo de 2019, durante la gubernatura de Cuitláhuac García Jiménez. Dejó el cargo para asumir como suplente del senador de la República Ricardo Ahued, después de que fuese nombrado director general de Aduanas. Dentro del senado, Pérez Astorga ocupó el cargo de secretario de la comisión de relaciones exteriores Asia-Pacífico-África. Dejó el escaño el 30 de abril de 2020, luego de que Ricardo Ahued anunciara su renuncia a la administración de aduanas y decidiera reincorporarse al Senado.
El 1 de abril de 2021 volvió a incorporarse al Senado tras la petición de licencia de Ricardo Ahued para postularse como candidato a la presidencia municipal de Xalapa en las elecciones estatales de Veracruz.
El 14 de junio de 2024, tras su triunfo en las elecciones de 2024, Rocío Nahle anunció a Pérez Astorga como parte de su gabinete ocupando nuevamente la Secretaría de Desarrollo Económico y Portuario, tomando posesión de su cargo el 1 de diciembre del mismo año.